# Ricardo Younis
Ricardo Younis (Santiago de Chile, 31 de agosto de 1918-Mar del Plata, 11 de julio de 2011) fue un director de fotografía chileno, de vasta trayectoria en Argentina. Realizó 128 películas.

## Biografía
Comenzó trabajando como fotógrafo junto a su padre, un retratista de origen libanés. Luego fue locutor en radio, pero al poco tiempo comenzó a trabajar en la productora cinematográfica Chilefilms, donde su primera película fue Nada más que amor de 1942, dirigida por Patricio Kaulen. Luego trabajó en varios largometrajes del sello Lumiton como La casa grande (de Luis Sandrini) y Armiño negro (de Carlos Hugo Christensen). En 2000 fue listado entre los mejores 100 directores de fotografía del mundo, por la revista especializada American Photographer. La obra que lo llevó a esta distinción fue la película Los tallos amargos, de 1956. Younis había estudiado fotografía con Gregg Toland, quien fue considerado por la misma encuesta como autor de la mejor fotografía cinematográfica de la historia, en Citizen Kane (El ciudadano, 1943), con dirección de Orson Welles.

## Películas
- 1991 - Sherlock Holmes en Caracas
- 1986 - Noche de machos
- 1984 - La rosales
- 1981 - El hombre del subsuelo
- 1978 - Proceso a la infamia
- 1977 - Reincidente
- 1976 - Sola
- 1976 - Te necesito tanto, amor
- 1975 - Una mujer
- 1975 - Un mundo de amor
- 1975 - Los chiflados del batallón
- 1974 - Operación rosa rosa
- 1974 - Papá Corazón se quiere casar
- 1974 - Esta es mi Argentina
- 1974 - Crimen en el hotel alojamiento
- 1973 - El deseo de vivir
- 1973 - Titanes en el ring
- 1972 - Destino de un capricho
- 1972 - Piloto de pruebas
- 1971 - Embrujo de amor
- 1971 - Siempre te amaré
- 1971 - Arriba juventud
- 1970 - Muchacho
- 1970 - Blum
- 1970 - El extraño del pelo largo
- 1969 - Cautiva en la selva
- 1969 - Fuego
- 1969 - ¡Qué noche de casamiento!
- 1969 - Desnuda en la arena
- 1968 - Carne
- 1968 - Siete hombres y un cerebro
- 1968 - Chão, amor
- 1967 - El hombre invisible ataca
- 1965 - La maldición de la mano de piedra
- 1964 - Bettina
- 1964 - Sacrificio de una madre
- 1964 - Tres alcobas
- 1964 - Disloque en Mar del Plata
- 1964 - El demonio en la sangre
- 1964 - Primero yo
- 1963 - Pesadilla
- 1962 - Dar la cara
- 1962 - No Exit: A puerta cerrada
- 1962 - Setenta veces siete
- 1962 - El secreto de Mónica
- 1961 - Deja que los perros ladren
- 1961 - Un país llamado Chile''
- 1961 - El centroforward murió al amanecer
- 1960 - Creo en ti
- 1960 - La potranca
- 1960 - Un guapo del 900
- 1960 - Fin de fiesta
- 1959 - Campo arado
- 1959 - He nacido en Buenos Aires
- 1958 - El jefe
- 1958 - Los dioses ajenos
- 1957 - Fantoche
- 1957 - Todo sea para bien
- 1956 - Marta Ferrari
- 1956 - El satélite chiflado
- 1956 - Los tallos amargos
- 1955 - Ayer fue primavera
- 1955 - La noche de Venus
- 1955 - Bacará
- 1955 - Requiebro
- 1955 - Pájaros de cristal
- 1954 - Horas marcadas
- 1954 - Mi viudo y yo
- 1954 - Sucedió en Buenos Aires
- 1954 - Los ojos llenos de amor
- 1953 - La casa grande
- 1953 - Armiño negro
- 1952 - La muerte en las calles
- 1952 - Payaso
- 1952 - Un guapo del 900
- 1952 - Mi noche triste
- 1951 - La mujer del león
- 1951 - Una noche cualquiera
- 1951 - Locuras, tiros y mambos
- 1950 - Cinco locos en la pista
- 1950 - ¿Vendrás a media noche?
- 1950 - Filomena Marturano
- 1949 - Un hombre solo no vale nada
- 1949 - Miguitas en la cama
- 1949 - Morir en su ley
- 1949 - La historia del tango
- 1949 - Yo no elegí mi vida
- 1949 - El paso maldito
- 1948 - Hoy cumple años mamá
- 1948 - La locura de Don Juan
- 1947 - El último guapo
- 1947 - Yo vendo unos ojos negros
- 1947 - Si mis campos hablaran
- 1947 - La dama de las camelias
- 1946 - El hombre que se llevaron
- 1945 - Amarga verdad
- 1945 - La casa está vacía
- 1943 - El relegado de Pichintún
- 1942 - P'al otro lado
- 1942 - Verdejo gobierna en Vallaflor
- 1942 - Nada más que amor

## Premios
- 2009 - Cóndor de Plata a la trayectoria. Asociación de Cronistas Cinematográficos de la Argentina.[4]